# РМС Мавретанија (1906)
РМС Мавретанија или РМС Мауретанија (енгл. RMS Mauretania) је био британски прекоокеански брод саграђен 1906. године као и његов близанац Лузитанија. Мавретанија је своје прво путовање одржала 16. новембра 1907. године. Као путнички брод је пловила све до 1914. године, када је почео Први светски рат и офарбана је у боју како је Енглези зову "dazzle paint" и преименовали су је у ХМТ Мавретанија до 1917. када је офарбана у боју болничког брода са црвеним крстом. 1919. године Мауретанија је враћена у путнички сервис до 1934. када је пензионисана, а 1935. је изрезана у старо гвожђе. Мавретанија је са Лузитанијом била највећи брод тог доба.